# ألتيكس

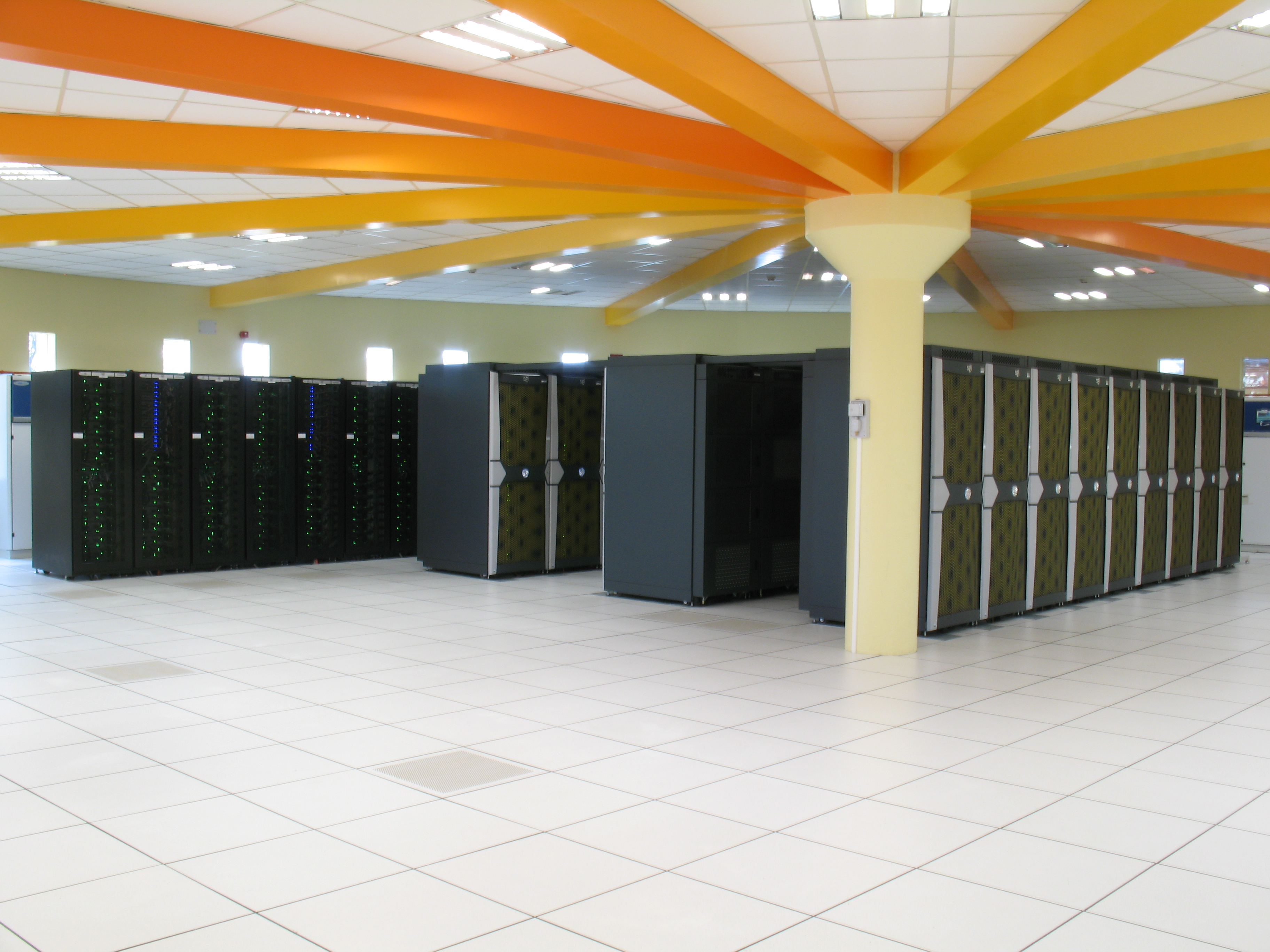

جاءت سلسلة الحواسب الفائقة Altix4700 من شركة SGI لتكون تطويراً لسلسلة Altix 3700 ،معتمدة على معالجات الـItanium 2 قوية الأداء،وعلى شبكة اتصال أكثر كفاءة. وهي تعتمد على أنظمة Linux وملحقاتها المشهورة في مجال المخدمات الفائقة.

## ميزات حواسب Altix 4000

### البنية التفرعية التي تعتمد عليها هذه المخدمات
يعتمد على بنية ccNuma المكونة من عدة عناقيد من عقد المعالجة، تربط بينها شبكة من طوبولوجيا Fat Tree وتعتمد على معالجات Itanium2 المعتمدة على بنية RISC المشهورة بأدائها العالي.
بالتالي نقول أن نوع التوازي فيها هو Shared Memory- ميمد حيث أن فضاء العناوين موحد لكل المعالجات بالتالي رغم توزع الذاكرة فيزيائياً إلا أن الذاكرة مشتركة منطقياً

### أنواع العقد ومعالجات كل منها
العقد الحاوية على معالج واحد: تردد الناقل الأمامي FSB يكون 667 ميغاهرتز بعرض نطاق يصل إلى 10.7 غيغابايت في الثانية نظرياً.
العقد الحاوية على معالجين: تردد الناقل الأمامي يكون 533 ميغاهرتز.
وفي النظام الواحد يوجد من 8 وحتى 1024 عقدة غالباً.

### توصيفات النظام
إن النظام يدعم تقنية المعالج متعدد اللب بتردد 533 أو 667 للناقل الأمامي.و من أجل الاتصال مع لوحة المعالج يستعمل NUMAlink4 بضعف عرض النظاق الترددي وبعرض حزمة يصل لـ 3,2GB أحادي الاتجاه.

### حقائق حول الأداء
أداء النواة الواحدة باستخدام حوسبة من عيار 64 بت  : يبلغ 6.64 غيغافلوب في الثانية نظرياً 

 أداء النظام ككل  : يبلغ 6.8 تيرافلوب في الثانية نظرياً

 الذاكرة في النظام ككل  : يبلغ 512 غيغابايت أعظمياً.

عدد المعالجات في النظام  : يتراوح بين 4 و 512 معالجا.

عرض حزمة التخاطب بين المعالجات (نقطة لنقطة) : يبلغ 3.2 غيغابايت في الثانية أحادي الاتجاه.

عرض حزمة التخاطب الكلي : يبلغ 44.8 غيغابايت في الثانية.